# Streets of Fire (Arrow)
Streets of Fire es el vigésimo segundo episodio de la segunda temporada y cuadragésimo quinto episodio a lo largo de la serie estadounidense de drama y ciencia ficción, Arrow. El episodio fue escrito por Jake Coburn y Ben Sokolowski y dirigido por Nick Copus. Fue estrenado el 7 de mayo de 2014 en Estados Unidos por la cadena The CW.
Oliver reúne a su equipo mientras los soldados de Slade atacan Ciudad Starling. Mientras tanto, Felicity recibe una llamada de S.T.A.R. Labs con noticias sobre la cura para el Mirakuru. Finalmente, Thea tiene un encuentro cara a cara con Malcolm Merlyn.

## Argumento
Oliver y Laurel quedan atrapados tras la explosión para detener a los hombres de Slade, sin embargo, Laurel queda entre los escombros y Oliver la guía a usar el arco y una flecha explosiva para abrirse camino. Por otra parte, Felicity llega al rescate de Diggle, quien está siendo golpeado por Isabel. Por otra parte, Thea se ve en peligro cuando uno de los hombres de Slade ataca la estación de trenes pero es ayudada por Malcolm Merlyn. Una vez que el equipo se reunió otra vez, Felicity recibe una llamada del mensajero que lleva la cura y le dice que unos hombres atacaron su auto y ahora tiene una pierna rota. Mientras tanto, se revela que Slade ha intervenido el teléfono de Felicity y envía a sus hombres por la cura.
Viendo que la ciudad está siendo destruida y que el ejército de Mirakuru no responde ante él, Sebastian se da cuenta de que Oliver tenía razón y que Slade no cumplirá su parte del trato. Por otra parte, de camino a la estación de policía, Laurel es interceptada por Sara quien la salva de uno de los hombres de Slade. Sara le dice a Laurel que no está segura del motivo de su regreso, ya que cree que no hay lugar para ella en la ciudad, pero Laurel le dice que es lo contrario.
Oliver, Felicity y Diggle son atacados por hombres con Mirakuru, sin embargo logran llegar hasta la ubicación del mensajero que trae la cura, solo para descubrir que ha sido asesinado y la cura ha desaparecido. Mientras tanto, Sebastian cuestiona a Slade sobre su plan y éste le dice que lo único que le interesa es cumplir la promesa que le hizo a Oliver y destruir la ciudad está en sus planes ya que el vigilante ama su ciudad.
Desesperanzado por haber perdido la cura, Oliver plantea la posibilidad de entregarse a Slade pero Felicity le dice que no puede rendirse. Es entonces que Sebastian llama a Oliver y le dice que tiene la cura. Diggle y Oliver llegan a la alcaldía para que Sebastian entregue la cura. Ahí, Sebastian le dice a Oliver que una vez que derrote a Slade, él reconstruirá la ciudad para que tenga la gloria que siempre ha soñado.
Más tarde, Isabel aparece en la alcaldía y Sebastian le confiesa que entregó la cura a Oliver. Isabel le atraviesa el pecho con sus cuchillas y se va. Mientras tanto, Oliver, Diggle y Felicity han trasladado a Roy hasta el escondite de Sara. Oliver planea inyectar a Roy con la cura para saber si funciona pero Felicity se opone. Oliver le dice a Felicity que deben saber de una u otra forma si pueden derrotar a Slade, sin embargo, cuando está a punto de inyectar a Roy, Oliver dice que no puede hacerlo. Entonces, Felicity recibe una llamada de Lance, quien le dice que encienda el televisor y cheque las noticias. Ahí, el equipo descubre que hay movilización militar en los límites de la ciudad y que todas las entradas y salidas están siendo bloqueadas. Oliver llama a Amanda Waller y le cuestiona lo que está sucediendo. Amanda responde que no está dispuesta a permitir que el mirakuru se propague por el mundo por lo que enviará un dron no tripulado para bombardear la ciudad. Oliver le pide más tiempo y Amanda le dice que tiene hasta el amanecer para detener a Slade o de lo contrario bombardeará la ciudad. Finalmente, Oliver inyecta a Roy con la cura y Thea le dispara a Malcolm.
En el flashback, Oliver descubre que Slade ha secuestrado a Sara y le pide a Anatoly que acerque el submarino al carguero y le dice que si ninguno de ellos regresa en el transcurso de una hora, lance el último torpedo.

## Elenco
- Stephen Amell como Oliver Queen.
- Katie Cassidy como Dinah Laurel Lance.
- David Ramsey como John Diggle.
- Willa Holland como Thea Queen.
- Emily Bett Rickards como Felicity Smoak.
- Colton Haynes como Roy Harper.
- Manu Bennett como Slade Wilson.
- Paul Blackthorne como el oficial Quentin Lance.

## Continuidad
- Malcolm Merlyn fue visto anteriormente en The Scientist.
- Frank Pike fue visto anteriormente en Deathstroke.
- Kate Spencer fue vista anteriormente en The Man Under the Hood.
- Sara Lance y Slade Wilson fueron vistos anteriormente en Seeing Red.
- Malcolm y Sara regresan a Ciudad Starling.
- Quentin es ascendido a detective nuevamente.
- La cura para el Mirakuru llega a la ciudad pero es robada por uno de los hombres de Slade.

- Más tarde, Sebastian la roba y se la entrega a Oliver.

- Kate Spencer y Sebastian Blood mueren en este episodio.
- A.R.G.U.S. sitia la ciudad para evitar que el mirakuru salga.

- Amanda Waller planea bombardear la ciudad y le da a Oliver un plazo para detener a Slade.

- Oliver inyecta a Roy con la cura.

## Desarrollo

### Producción
La producción de este episodio comenzó el 18 de marzo y terminó el 26 de marzo de 2014.

### Filmación
El episodio fue filmado del 27 de marzo al 7 de abril de 2014.

## Recepción

### Recepción de la crítica
Jesse Schedeen de IGN calificó al episodio como grandioso y le otorgó una puntuación de 8.9, comentando: Streets of Fire fue mucho lo que se espera de un penúltimo episodio. Nos dio peligro y participaciones en abundancia, pero estaba más preocupado por plantar las bases del final que en resolver la mayoría de los conflictos. Aun así, nos dieron algunos grandes momentos para muchos miembros del reparto, no menos importante de los cuales el giro heroico de Sebastian Blood en el último minuto. Es una pena que la CW tuvo que echar a perder la apariención de Malcolm Merlyn dado lo poco que en realidad apareció, pero espero que el escenario está preparado para un gran equipo entre la Flecha y el Arquero Oscuro la próxima semana . El final tiene todos los ingredientes de un verdadero ganador.

### Recepción del público
En Estados Unidos, Streets of Fire fue visto por 2.33 millones de espectadores, recibiendo 0.8 millones de espectadores entre los 18 y 49 años, de acuerdo con Nielsen Media Research.